# Teodoro Fernández
Teodoro Oswaldo Fernández Meyzán detto Lolo (San Vicente de Cañete, 20 maggio 1913 – Lima, 17 settembre 1996) è stato un calciatore peruviano, di ruolo attaccante.
In tutta la sua carriera giocò per l'Universitario nella Primera División peruaviana. È considerato il più grande idolo dell'Universitario e della nazionale peruviana.

## Carriera

### Club
Esordì nel calcio professionistico nel 1931 con la maglia dell'Universitario de Deportes, unica squadra della sua carriera, in massima serie. Vi giocò per 22 anni consecutivi, lasciando la attività agonistica nel 1953. Con i cremi, vince 6 titoli nazionali (1934, 1939, 1941, 1945, 1946 e 1949). In totale, gioca 180 partite e segna 157 gol, vincendo anche sette titoli di capocannoniere del torneo (1932, 1933, 1934, 1938, 1940, 1942 e 1945).

### Nazionale
Nel 1936 partecipò alle Olimpiadi di Berlino, nel corso delle quali il Perù raggiunse la semifinale battendo la Finlandia per 7-3 e l'Austria per 4-2. La vittoria contro gli austriaci fu annullata dalla FIFA, che ordinò di giocare nuovamente la partita senza spettatori, provocando il ritiro del Perù. In quel torneo Fernández segnò 6 gol.
Con la Nazionale peruviana conquistò la Coppa America 1939, laureandosi capocannoniere della manifestazione (7 reti). Prese parte anche ai Giochi Bolivariani del 1938. Inoltre è il terzo marcatore della storia della Copa América con 15 gol e il secondo miglior realizzatore nella storia della Nazionale di calcio del Perù con 24 gol.

## Statistiche

### Cronologia presenze e reti in nazionale
| Cronologia completa delle presenze e delle reti in nazionale ― Perù | Cronologia completa delle presenze e delle reti in nazionale ― Perù | Cronologia completa delle presenze e delle reti in nazionale ― Perù | Cronologia completa delle presenze e delle reti in nazionale ― Perù | Cronologia completa delle presenze e delle reti in nazionale ― Perù | Cronologia completa delle presenze e delle reti in nazionale ― Perù | Cronologia completa delle presenze e delle reti in nazionale ― Perù | Cronologia completa delle presenze e delle reti in nazionale ― Perù |
| Data                                                                | Città                                                               | In casa                                                             | Risultato                                                           | Ospiti                                                              | Competizione                                                        | Reti                                                                | Note                                                                |
| ------------------------------------------------------------------- | ------------------------------------------------------------------- | ------------------------------------------------------------------- | ------------------------------------------------------------------- | ------------------------------------------------------------------- | ------------------------------------------------------------------- | ------------------------------------------------------------------- | ------------------------------------------------------------------- |
| 13-1-1935                                                           | Lima\|Lima (Perù)\|Lima                                             | Perù                                                                | 0 – 1                                                               | Uruguay                                                             | Campeonato Sudamericano de Football                                 | -                                                                   |                                                                     |
| 20-1-1935                                                           | Lima\|Lima (Perù)\|Lima                                             | Perù                                                                | 1 – 4                                                               | Argentina                                                           | Campeonato Sudamericano de Football                                 | 1                                                                   | ?’                                                                  |
| 26-1-1935                                                           | Lima\|Lima (Perù)\|Lima                                             | Perù                                                                | 1 – 0                                                               | Cile                                                                | Campeonato Sudamericano de Football                                 | -                                                                   |                                                                     |
| 04-8-1936                                                           | Berlino                                                             | Perù                                                                | 7 – 3                                                               | Finlandia                                                           | Olimpiadi 1936 - Ottavi di finale                                   | 5                                                                   |                                                                     |
| 08-8-1936                                                           | Berlino                                                             | Perù                                                                | 4 – 2                                                               | Austria                                                             | Olimpiadi 1936 - Quarti di finale                                   | 1                                                                   |                                                                     |
| 27-12-1936                                                          | Buenos Aires                                                        | Brasile                                                             | 3 – 2                                                               | Perù                                                                | Campeonato Sudamericano de Football                                 | 1                                                                   |                                                                     |
| 6-1-1937                                                            | Buenos Aires                                                        | Uruguay                                                             | 4 – 2                                                               | Perù                                                                | Campeonato Sudamericano de Football                                 | 1                                                                   |                                                                     |
| 16-1-1937                                                           | Buenos Aires                                                        | Argentina                                                           | 1 – 0                                                               | Perù                                                                | Campeonato Sudamericano de Football                                 | -                                                                   |                                                                     |
| 21-1-1937                                                           | Buenos Aires                                                        | Cile                                                                | 2 – 2                                                               | Perù                                                                | Campeonato Sudamericano de Football                                 | -                                                                   | ?’                                                                  |
| 8-8-1938                                                            | Barranquilla                                                        | Colombia                                                            | 2 – 4                                                               | Perù                                                                | Giochi bolivariani                                                  | 1                                                                   |                                                                     |
| 14-8-1938                                                           | Barranquilla                                                        | Perù                                                                | 3 – 0                                                               | Bolivia                                                             | Giochi bolivariani                                                  | 2                                                                   |                                                                     |
| 15-1-1939                                                           | Lima\|Lima (Perù)\|Lima                                             | Perù                                                                | 5 – 2                                                               | Ecuador                                                             | Campeonato Sudamericano de Football                                 | 2                                                                   |                                                                     |
| 22-1-1939                                                           | Lima\|Lima (Perù)\|Lima                                             | Perù                                                                | 3 – 1                                                               | Cile                                                                | Campeonato Sudamericano de Football                                 | 3                                                                   |                                                                     |
| 29-1-1939                                                           | Lima\|Lima (Perù)\|Lima                                             | Perù                                                                | 3 – 0                                                               | Paraguay                                                            | Campeonato Sudamericano de Football                                 | 2                                                                   |                                                                     |
| 19-1-1941                                                           | Lima\|Lima (Perù)\|Lima                                             | Perù                                                                | 1 – 1                                                               | Argentina                                                           | Copa Roque Sáenz Peña                                               | -                                                                   |                                                                     |
| 26-1-1941                                                           | Lima\|Lima (Perù)\|Lima                                             | Perù                                                                | 1 – 1                                                               | Argentina                                                           | Copa Roque Sáenz Peña                                               | -                                                                   | ?’                                                                  |
| 29-1-1941                                                           | Lima\|Lima (Perù)\|Lima                                             | Perù                                                                | 0 – 3                                                               | Argentina                                                           | Copa Roque Sáenz Peña                                               | -                                                                   | ?’                                                                  |
| 9-2-1941                                                            | Santiago del Cile                                                   | Cile                                                                | 1 – 0                                                               | Perù                                                                | Campeonato Sudamericano de Football                                 | -                                                                   |                                                                     |
| 12-2-1941                                                           | Santiago del Cile                                                   | Argentina                                                           | 2 – 1                                                               | Perù                                                                | Campeonato Sudamericano de Football                                 | -                                                                   |                                                                     |
| 23-2-1941                                                           | Santiago del Cile                                                   | Perù                                                                | 4 – 0                                                               | Ecuador                                                             | Campeonato Sudamericano de Football                                 | 3                                                                   |                                                                     |
| 26-2-1941                                                           | Santiago del Cile                                                   | Uruguay                                                             | 2 – 0                                                               | Perù                                                                | Campeonato Sudamericano de Football                                 | 3                                                                   |                                                                     |
| 18-1-1942                                                           | Montevideo                                                          | Paraguay                                                            | 1 – 1                                                               | Perù                                                                | Campeonato Sudamericano de Football                                 | -                                                                   |                                                                     |
| 21-1-1942                                                           | Montevideo                                                          | Brasile                                                             | 2 – 1                                                               | Perù                                                                | Campeonato Sudamericano de Football                                 | 1                                                                   |                                                                     |
| 25-1-1942                                                           | Montevideo                                                          | Argentina                                                           | 3 – 1                                                               | Perù                                                                | Campeonato Sudamericano de Football                                 | 1                                                                   |                                                                     |
| 28-1-1942                                                           | Montevideo                                                          | Perù                                                                | 2 – 1                                                               | Ecuador                                                             | Campeonato Sudamericano de Football                                 | -                                                                   |                                                                     |
| 1-2-1942                                                            | Montevideo                                                          | Uruguay                                                             | 3 – 0                                                               | Perù                                                                | Campeonato Sudamericano de Football                                 | -                                                                   | ?’                                                                  |
| 7-2-1942                                                            | Montevideo                                                          | Cile                                                                | 0 – 0                                                               | Perù                                                                | Campeonato Sudamericano de Football                                 | -                                                                   |                                                                     |
| 25-1-1942                                                           | Montevideo                                                          | Argentina                                                           | 3 – 1                                                               | Perù                                                                | Campeonato Sudamericano de Football                                 | 1                                                                   |                                                                     |
| 6-12-1947                                                           | Guayaquil                                                           | Paraguay                                                            | 2 – 2                                                               | Perù                                                                | Campeonato Sudamericano de Football                                 | -                                                                   |                                                                     |
| 11-12-1947                                                          | Guayaquil                                                           | Argentina                                                           | 3 – 2                                                               | Perù                                                                | Campeonato Sudamericano de Football                                 | -                                                                   |                                                                     |
| 27-12-1947                                                          | Guayaquil                                                           | Perù                                                                | 2 – 0                                                               | Bolivia                                                             | Campeonato Sudamericano de Football                                 | -                                                                   |                                                                     |
| Totale                                                              |                                                                     | Presenze                                                            | 31                                                                  |                                                                     | Reti                                                                | 28                                                                  |                                                                     |

## Palmarès

### Club
- Campionato peruviano: 6

Universitario de Deportes: 1934, 1939, 1941, 1945, 1946, 1949

### Nazionale
- Giochi Bolivariani: 1
- 1938
- Coppa America: 1

1939

### Individuale
- Capocannoniere del Campionato di calcio peruviano: 7 (record)

1932, 1933, 1934, 1938, 1940, 1942, 1945
- Capocannoniere della Selezione di Pacifico:1

1935
- Capocannoniere della Copa América: 1

1939
- Miglior giocatore della Copa América: 1

1939